# برينت كوكسن
برينت كوكسن (بالإنجليزية: Brent Cookson)‏ هو لاعب كرة قاعدة أمريكي، ولد في 7 سبتمبر 1969 في فان نويس في الولايات المتحدة.

## وصلات خارجية
- برينت كوكسن على موقعبيزبول رفرنس.كوم (الدوري الرئيسي) (الإنجليزية)
- برينت كوكسن على موقعبيزبول رفرنس.كوم (الدوري الثانوي) (الإنجليزية)